# 暗黒の掟
暗黒の掟（あんこくのおきて、原題:Women and Children First）は、ヴァン・ヘイレンが1980年に発表したサード・アルバム。

## 解説
カヴァー曲は収録されず、ヴァン・ヘイレンのアルバムとしては初めて、全曲オリジナルで固められた。ダークな楽曲の比重が高く、allmusic.comでは「純然たるパーティー・アルバムだった前2作から、成熟、または幾分シリアスな方向へ必然的に変化した」と評されている。「トラ! トラ!」は、「理由なき暴走」につながる短いインストゥルメンタル。「戦慄の悪夢」は、スライドギターを多用したブルース調の楽曲。
アルバムは全米6位に達し、シングル「ロックン・ロール・ベイビー」は全米55位。

## 収録曲
全曲メンバー4人の共作。
1. ロックン・ロール・ベイビー - "And the Cradle Will Rock..." - 3:31
2. エヴリバディ - "Everybody Wants Some!!" - 5:05
3. フールズ - "Fools" - 5:55
4. ロメオ・デライト - "Romeo Delight" - 4:19
5. トラ! トラ! - "Tora! Tora!" - 0:57
6. 理由なき暴走 - "Loss of Control" - 2:36
7. ウィスキー・ロック - "Take Your Whiskey Home" - 3:09
8. 戦慄の悪夢 - "Could This Be Magic?" - 3:08
9. シンプル・ライム - "In A Simple Rhyme" - 4:33

## 参加ミュージシャン
- デイヴィッド・リー・ロス - ボーカル
- エドワード・ヴァン・ヘイレン - ギター、キーボード
- マイケル・アンソニー - ベース
- アレックス・ヴァン・ヘイレン - ドラムス